# سید علی موسوی جرف
سیدعلی موسوی جرف (زادهٔ ۱۳۴۸ در خرمشهر) نمایندهٔ حوزهٔ انتخابیهٔ آبادان در دورهٔ هشتم مجلس شورای اسلامی بود.

## زندگی‌نامه
دکتر سید علی موسوی جرف در سال ۱۳۴۸ در شهرستان خرمشهر متولد شد. در سال ۱۳۶۶ موفق به کسب دیپلم متوسطه در رشتهٔ ریاضی و فیزیک شد. مقطع کارشناسی را در رشتهٔ گیاه‌پزشکی در سال ۱۳۷۱ و مقطع کارشناسی ارشد را در رشتهٔ بیماری‌شناسی گیاهی در دانشکدهٔ کشاورزی دانشگاه شهید چمران اهواز در سال ۱۳۷۵ و مقطع دکتری را در دانشگاه تربیت مدرس تهران در رشتهٔ بیماری‌شناسی گیاهی گرایش قارچ‌شناسی و بیماری‌های گیاهی در سال ۱۳۷۹ به پایان رسانید.
سید علی موسوی جرف در مهر ۱۳۸۰ با عنوان عضو هیأت علمی با رتبهٔ استادیاری در دانشگاه شهید چمران اهواز مشغول به کار شد. در اسفند ۱۳۸۵ موفق به کسب رتبه دانشیاری شد.